# 크루프 재판

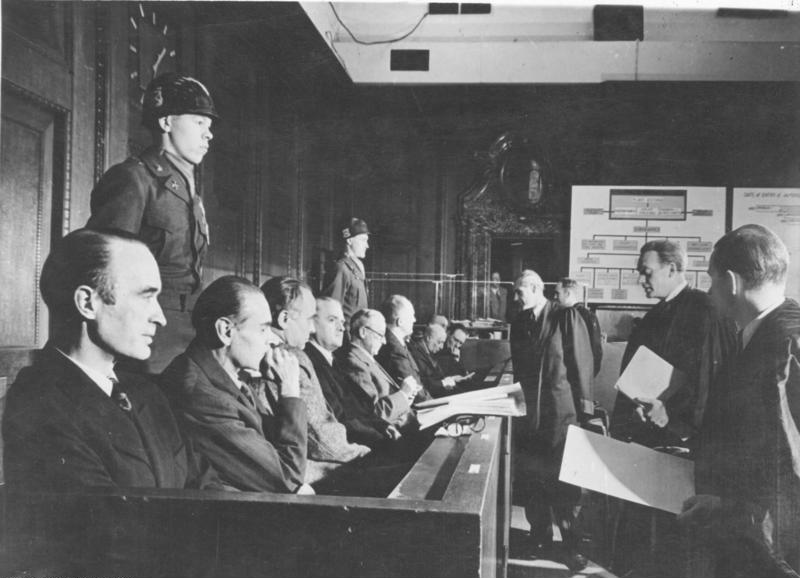
크루프 재판정에 출석한 피고인들. 왼쪽부터 알프리드 크루프, 에발트 뢰저, 에두아르트 호우드레몬트, 에리히 뮐러, 프리드리히 얀센, 카를 피어슈, 카를 에버하르트.

미합중국 대 알프레트 크루프 외 판례(The United States of America vs. Alfried Krupp, et al.)는 미국 군사법정에서 진행된 12회의 뉘른베르크 계속재판 중 열 번째 재판이다. 나치 독일의 산업자본가들을 피고로 기소한 세 개의 재판 중 마지막 재판이다. 나머지 둘은 플리크 재판과 파르벤 재판이다.
크루프 재벌의 전임 이사진 12명이 독일군의 재무장을 가능케 한 군수산업을 운영하고 그로써 나치의 침략전쟁 준비에 능동적으로 관여했다는 죄목으로 기소되었다. 또한 회사에서 노예노동을 하게 했다는 점도 기소 내용에 포함되었다. 주요 피고는 1943년 이후 크루프의 최고경영자였던 알프리드 크루프 폰 볼렌 운트 할바흐였다. 그는 국제군사재판소 주요 전쟁범죄자 재판(뉘른베르크 본 재판)에 기소된 구스타프 크루프 폰 볼렌 운트 할바흐의 아들이다.
판사는 휴 C. 앤더슨, 에드워드 J. 델리, 윌리엄 J. 위킨스였고 검사인단 대표는 텔퍼드 테일러였다. 기소는 1947년 11월 17일 이루어졌으며 공판은 1947년 12월 8일부터 1948년 7월 31일까지 진행되었다. 피고들 중 1명이 무혐의 석방되고 나머지는 3년에서 12년 사이의 유기징역을 선고받았다. 또한 주요 피고인 알프리드 크루프는 전 재산을 내놓을 것을 명령받았다.
알프리드 크루프는 자신은 경제인이지 정치에 관해 아무 관심도 없었으며, 크루프 재벌은 나치 정권 아래에서 오히려 쇠락했다면서 모든 혐의를 부인했다. 그러나 크루프는 최소 10만 명 이상 사람을 강제 노동에 동원했으며, 그 가운데 2만 3천 명은 전쟁포로였다.

## 기소 내용
1. 평화에 반한 죄: 침략전쟁을 획책하고 국제 조약을 위반하는 데 참여한 죄.
2. 인도에 반한 죄: 점령국에 대한 약탈, 파괴, 착취에 참여한 죄
3. 인도에 반한 죄: 독일이 점령한 지역의 민간인, 독일인, 전쟁포로들을 모살, 멸절, 노예화, 강제이주, 감금, 고문, 노예노동에 동원하는 데 참여한 죄
4. 평화에 반한 죄를 저지르기 위한 계획 또는 음모 일체에 가담한 죄

## 피고인 목록
| 성명                                | 역할                                  | 양형                                                                       |
| ----------------------------------- | ------------------------------------- | -------------------------------------------------------------------------- |
| 알프리드 크루프 폰 볼렌 운트 할바흐 | 사주 겸 최고경영자                    | 12년형 + 재산 몰수. 3년 뒤 사면되고 재산도 돌려받음. 1967년 7월 30일 사망. |
| 에발트 오스카르 루트비히 뢰저       | 전임 최고재무관리자                   | 7년형. 1955년 만기출소. 1970년 12월 23일 사망.                             |
| 에두아르트 호우드레몬트             | 철강사업부 이사                       | 10년형. 1958년 6월 10일 사망                                               |
| 에리히 뮐러                         | 군수사업부 이사                       | 12년형, 1963년 4월 15일 사망                                               |
| 프리드리히 빌헬름 얀센              | 최고재무관리자(뢰저의 후임)           | 10년형. 1956년 사망                                                        |
| 카를 하인리히 피어슈                | 전 영업부장                           | 무혐의 석방. 1967년 사망                                                   |
| 막스 오토 이흔                      | 인사정보담당. 뢰저와 얀센의 보좌.     | 9년형. 1983년 사망                                                         |
| 카를 아돌프 페르디난트 에버하르트   | 영업부장(피어슈의 후임)               | 9년형                                                                      |
| 하인리히 레오 코르샨                | 철강사업부 부부장                     | 6년형. 1973년 1월 8일 사망                                                 |
| 프리드리히 폰 뷜로프                | 방첩 및 홍보 담당, 공장 청원경찰 총수 | 12년형. 1984년 1월 17일 사망                                               |
| 베르너 빌헬름 하인리히 레만         | 노동력 조달 담당. 이흔의 보좌.        | 6년형                                                                      |
| 한스 알베르트 구스타프 쿠프케       | 노동수용소장                          | 2년 10개월형                                                               |

피고인 11명은 모두 3번 기소내용에 대해 유죄를 선고받았다. 2번 기소내용은 10명이 기소되어 그 중 6명이 유죄를 선고받았다. 1951년 1월 31일 뢰저를 제외한 모든 피고인들이 석방되었다.  1953년까지 크루프 사를 사가려는 사람이 나타나지 않았기 때문에 회사 소유권은 다시 알프레트 크루프에게로 돌아갔다.

## 참고 문헌
- Trial proceedings[깨진 링크] (partial) from the Mazal Library.
- Description of the trialfrom the U.S. Holocaust Memorial Museum.
- Transcript 보관됨 2018-10-04 - 웨이백 머신 of a German radio broadcast from 1999 on the Krupp trial and the IG Farben Trial (in German, with English quotations).
- (Friz 1988): Friz, D. M.: Alfried Krupp und Berthold Beitz—der Erbe und sein Statthalter, Zürich: Orell-Füssli 1988; ISBN 3-280-01852-8.